# Rain (cântec de Madonna)
Rain este al cincilea single în Europa, Japonia și Australia și al patrulea în Statele Unite de pe albumul Erotica al Madonnei. A fost lansat pe 17 iulie 1993 în Statele Unite și pe 25 iulie în Marea Britanie. Videoclipul a fost premiat la MTV Video Music Awards pentru excelența tehnică deosebită.
Piesa a fost compusă de colaboratorul frecvent al Madonnei din acea perioadă, Shep Pettibone, și a primit recenzii mixte de la criticii de specialitate, atingând poziții de top 20 în majoritatea clasamentelor în care intrat, notabil în Billboard Hot 100 (după ce piesa anterioară fusese un eșec), în Marea Britanie unde a devenit al 33-lea single de top 10 consecutiv și în Canada unde a fost al doilea single de pe Erotica care atinge locul 2.

## Informații generale
Pentru al cincilea album de studio, Madonna a reluat colaborarea cu Shep Pettibone cu care mai lucrase la I'm Breathless și la câteva remixuri pentru piesele de pe albumele True Blue, Who's That Girl și Like a Prayer. „Rain” a fost unul din primele cântece la care cei doi au lucrat pentru noul album.
Lansat în vara anului 1993, „Rain” a primit destule difuzări la radio încât să devină un hit de top 20 în mai multe țări, atingând locul 14 în Billboard Hot 100 și fiind considerat primul pas în încercarea Madonnei de a se îndepărta de imaginea sexuală promovată anterior. În Regatul Unit, discul single a fost comercializat în 130.771 de copii, aceste vânzări fiind superioare celor înregistrate de „Bad Girl” și „Fever”, ajungând astfel pe locul 7. În Canada a avut chiar mai mult succes, devenind al doilea single de pe Erotica care atinge locul 2.
În ciuda succesului repurtat, „Rain” nu a fost inclus pe colecțiile GHV2 sau Celebration, în schimb a intrat în compilația de balade Something to Remember.
Cântecul a fost interpretat în turneul de promovare a albumului Erotica, The Girlie Show în 1993. În 2008 a fost remixat cu „Here Comes the Rain Again” de Eurythmics, fiind folosit ca și interludiu în turneul Sticky & Sweet.

## Structura
Cântecul s-a evidențiat prin versurile romantice cântate pe o voce liniștită, fiind în contrast cu restul albumului. În cântec sunt utilizate armonii vocale și câteva sincope, existând o frazare melodică repetitivă și câte un acord pe spații mari, iar secțiunile instrumentale nu sunt lungi. De asemenea, s-au evidențiat și influențe electronice ce aveau să fie explorate mai târziu de Madonna pe albumul Ray of Light. Piesa este cântată într-o tonalitate minoră.
Au existat controverse în legătură cu versurile piesei, cântecul fiind numit „o metaforă pentru spermă”. „Rain” are însă o tematică romantică. Se descrie așteparea celui iubit („When you looked into my eyes / And you said goodbye / Could you see my tears” — en: „Când te-ai uitat în ochii mei / Și ți-ai luat la revedere / Ai putut să-mi vezi lacrimile”) și se fac referiri la sfârșitul unei relații amoroase ca la o furtună („You promised me when you said goodbye / That you'd return when the storm was done” — en: „Mi-ai promis când ai plecat / Că te vei reîntoarce când furtuna se va termina”).

## Recenzii
O mare parte din criticii care au făcut recenzii albumului Erotica și-au îndreptat atenția mai mult către „Erotica”, „In This Life”, „Waiting” și „Why's It So Hard”', „Rain” fiind mai puțin apreciat de către aceștia. Totuși, cei care l-au evaluat i-au oferit recenzii relativ pozitive. Slant Magazine a spus că „armoniile care au făcut-o pe Madonna celebră apar rareori în cântecele sale și tind să alunece de pe tonuri înalte pe percuții joase asemănătoare tunetelor din «Rain»”. iar Rolling Stone a descris cântecul ca fiind unul dintre cele care susțin tonul rece al albumului, Revista Blender și site-ul allmusic au numit-o ca fiind una din piesele care ies în evidență, alături de „Erotica” și „Deeper and Deeper”, allmusic numind-o chiar „una din cele mai bune și desăvârșite piese ale Madonnei” în timp ce un alt editor a descris-o ca fiind „una din cele mai însemnate balade” ale interpretei.

## Videoclipul

Videoclipul a fost realizat pe film alb negru, fiind apoi colorat de mână, astfel obținându-se culorile finale.

Videoclipul piesei a fost regizat de Mark Romanek, care urma să regizeze în 1995 și „Bedtime Story”.
 Acesta a fost realizat în Los Angeles pe film alb negru, fiind apoi colorat de mână pentru a se obține efectul culorilor finale. Costul total de realizare al videoclipului s-a ridicat la 800.000$. Premiera acestuia a avut loc la MTV pe 21 iunie 1993.
Videoclipul începe cu Madonna într-un studio, întinsă pe o canapea, cu căștile pe urechi compunând un cântec. Urmează secvențe în care cântă în fața unui microfon, fiind alternate cu cele în care primește indicații de la regizor (interpretat de Ryuichi Sakamoto). Artista apare apoi în fața unor diferite fundale și decoruri din lumini sau care reprezintă cerul, fiind și o scenă care o arată între doi pereți peste care curge apă. Videoclipul se termină cu interpreta deasupra unor umbrele deschise care acoperă toată podeaua. Pentru al doilea clip consecutiv, Madonna a purtat o perucă.
La premiile MTV din 1993 videoclipul a fost nominalizat la categoriile „Cea mai bună regie artistică într-un videoclip” și „Cea mai bună imagine într-un videoclip”, câștigând ambele premii. În 2008 revista Slant a clasat videoclipul pe locul 70 în topul „100 cele mai grozave videoclipuri”.
În 1999 a fost lansat comercial pe colecția Video Collection 93:99, iar zece ani mai târziu, a fost unul din cele trei videoclipuri de pe Erotica care au fost incluse pe Celebration: The Video Collection.
Echipa de producție:
- Producător: Krista Montagna
- Regizor: Mark Romanek
- Designer de producție: Jan Peter Flack
- Director de imagine: Harris Savides
- Editor: Robert Duffy
- Stilist: David Bradshaw

## Interpretări live

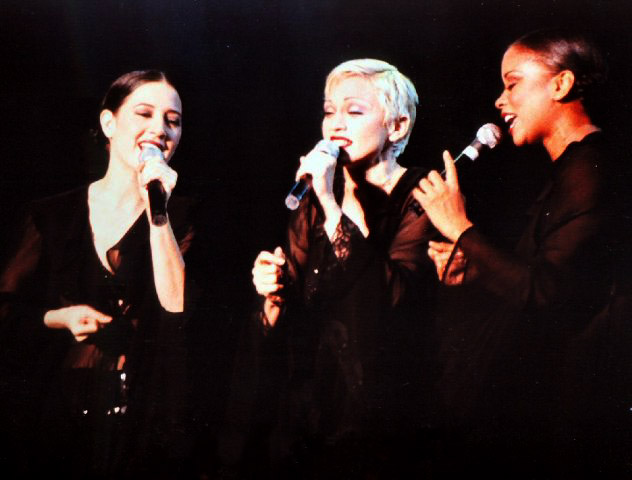
Madonna și cântărețele din trupa sa, Niki Haris (dreapta) și Donna De Lory interpretând „Rain” în timpul The Girlie Show World Tour din 1993

„Rain” a fost interpretată live într-un singur turneu, The Girlie Show Tour, în care Madonna alături de Niki și Donna, cele două cântărețe care o acompaniază în turneu, stau pe trei scaune în mijlocul scenei și cântă piesa, fiind incluse și versuri din „Just My Imagination (Runnign Away With Me)” de The Tempations. Cântecul se termină, iar dansatorii interpretează o coregrafie cu umbrele, inspirat de legendarul dans a lui Gene Kelly din Cântând în ploaie.
Piesa nu a mai fost interpretată de cântăreață de atunci, cu toate că o mică parte din refren a fost folosită într-un remix cu „Here Comes the Rain Again” ca interludiu video în turneul Sticky & Sweet. Pe ecran este prezentată o animație, cu o zână care surprinde transformarea unei omizi într-un fluture în timpul unei ploi. Între timp, câțiva dansatori interpretează un dans japonez pe scenă.

## Formate
- Vinil 7" / Casetă / Disc single în S.U.A.[3]

1. „Rain” (Remix radio)
2. „Waiting” (Versiunea de pe album)

- Vinil 12" / Casetă maxi / Maxi single pentru Statele Unite ale Americii[3]

1. „Rain” (Remix radio)
2. „Waiting” (Remix)
3. „Up Down Suite” (Nelansat anterior) („Goodbye To Innocence” Extended Dub)
4. „Rain” (Versiunea de pe album)

- Vinil 12" / Disc single pentru Regatul Unit[3]

1. „Rain” (Remix radio)
2. „Open Your Heart” (Versiunea de pe album)
3. „Up Down Suite” (Nelansat anterior)

- EP[3]

1. „Rain” (Remix radio)
2. „Waiting” (Remix)
3. „Up Down Suite”
4. „Rain” (Versiunea de pe album)
5. „Bad Girl” (Extended Mix)
6. „Fever” (Extended 12")
7. „Fever” (Shep's Remedy Club)
8. „Fever” (Murk Boys Miami Dub)
9. „Fever” (Oscar G's Dope Mix)
10. „Rain” (Video Edit)

## Versiuni
1. „Rain” (Versiunea de pe album) - 5:25
2. „Rain” (Edit)
3. „Rain” (Remix radio) - 4:33
4. „Rain” (Remix Edit) - 4:17
5. „Rain” (Remix Instrumental)
6. „Rain” (Versiunea video)

„Rain” (Razor & Guido Mix) - 14:49 (12" cu etichetă albă neoficială)

## Personal
- Vocal:  Madonna

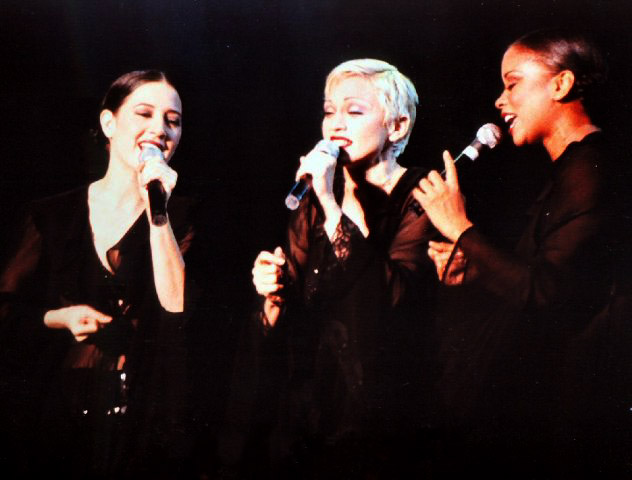
Madonna și cântărețele Niki Haris (dreapta) și Donna De Lory interpretând „Rain” în timpul turneului The Girlie Show din 1993.

- Voci secundare: Donna Delory, Niki Harris
- Producători: Madonna, Shep Pettibone, Daniel Abraham
- Inginer de înregistrări:  Jim Caruso
- Înregistrat în New York, New York, Statele Unite.

## Performanța în clasamente
„Rain” s-a dovedit a fi un succes în multe clasamente, devenind piesa de pe Erotica cu cele mai multe săptămâni de prezență în clasamentele din Australia, Elveția, Germania, Statele Unite și Suedia.
Cântecul a debutat la sfârșitul lunii iulie pe locul 7 în clasamentul britanic, staționând încă o săptămână pe această poziție. În Statele Unite a devenit discul single cu cele mai mici vânzări de pe Erotica, atingând numai locul 14, petrecând totuși un total de 14 săptămâni în clasament, mai mult decât toate discurile single ale ei de la „This Used To Be My Playground” până atunci. În Elveția piesa s-a bucurat de mai mult succes, debutând pe locul 29. A ajuns pe poziția maximă (locul 11) cinci săptămâni mai târziu, cu toate că a petrecut 12 săptămâni în clasament - cele mai multe de la „Erotica”.

## Clasamente
| Top (1993)                | Poziția maximă | Referință |
| ------------------------- | -------------- | --------- |
| Australian Singles Chart  | 5              | [ 27 ]    |
| Austrian Singles Chart    | 24             | [ 27 ]    |
| Canadian Singles Chart    | 2              | [ 3 ]     |
| Dutch Top 40              | 38             | [ 27 ]    |
| German Singles Chart      | 26             | [ 28 ]    |
| Ireland Singles Chart     | 7              | [ 29 ]    |
| Japan International Chart | 2              | [ 30 ]    |
| Sweden Singles Chart      | 16             | [ 27 ]    |
| Swiss Singles Chart       | 11             | [ 27 ]    |

| Clasament (1993)                     | Poziția maximă | Referință |
| ------------------------------------ | -------------- | --------- |
| UK Singles Chart                     | 7              | [ 7 ]     |
| S.U.A. Billboard Hot 100             | 14             | [ 31 ]    |
| S.U.A. Billboard Hot 100 Airplay     | 11             | [ 32 ]    |
| S.U.A. Billboard Hot Singles Sales   | 31             | [ 33 ]    |
| S.U.A. Billboard Adult Contemporary  | 7              | [ 31 ]    |
| S.U.A. Billboard Hot Dance Club Play | 13             | [ 34 ]    |
| S.U.A. Billboard Rhythmic Top 40     | 38             | [ 34 ]    |
| S.U.A. Billboard Mainsteam Top 40    | 7              | [ 34 ]    |
| United World Chart                   | 10             | [ 35 ]    |